# Кокцеи (род)
Кокцеи — плебейский древнеримский род, скорее всего происходящий из Умбрии.
- Гай Кокцей Бальб  (лат. Gaius Cocceius Balbus — политический и военный деятель Римской республики, консул-суффект.
- Марк Кокцей Нерва (лат. Marcus Cocceius Nerva; 30—98) — древнеримский император Нерва, основатель династии Антонинов.
- Марк Кокцей Нерва (консул-суффект 22 года) (?—33) — римский сенатор и консул-суффект (22 год), дед императора Нервы.
- Марк Кокцей Нерва (консул 36 года до н. э.) — консул (36 год до н. э.), прадед императора Нерва.